# Liste der Baudenkmäler im Wuppertaler Stadtbezirk Oberbarmen
Die Liste der Baudenkmäler im Wuppertaler Stadtbezirk Oberbarmen enthält die denkmalgeschützten Bauwerke auf dem Gebiet des Stadtbezirks Wuppertal-Oberbarmen in Nordrhein-Westfalen (Stand: November 2011). Diese Baudenkmäler sind in der Denkmalliste der Stadt Wuppertal eingetragen; Grundlage für die Aufnahme ist das Denkmalschutzgesetz Nordrhein-Westfalen (DSchG NRW).

Der Stadtbezirk ist in fünf Wohnquartiere gegliedert.

## Baudenkmäler im Wuppertaler Stadtbezirk Oberbarmen

### Oberbarmen-Schwarzbach
siehe Liste der Baudenkmäler im Wuppertaler Wohnquartier Oberbarmen-Schwarzbach

### Wichlinghausen-Süd
siehe Liste der Baudenkmäler im Wuppertaler Wohnquartier Wichlinghausen-Süd (A–G) und Liste der Baudenkmäler im Wuppertaler Wohnquartier Wichlinghausen-Süd (H–Z)

### Wichlinghausen-Nord
siehe Liste der Baudenkmäler im Wuppertaler Wohnquartier Wichlinghausen-Nord

### Nächstebreck-Ost
siehe Liste der Baudenkmäler im Wuppertaler Wohnquartier Nächstebreck-Ost

### Nächstebreck-West
siehe Liste der Baudenkmäler im Wuppertaler Wohnquartier Nächstebreck-West

### Löhrerlen
kein Baudenkmal in diesem Wohnquartier